# Saint-Guinoux
Saint-Guinoux (bret. Sant-Gwênoù) – miejscowość i gmina we Francji, w regionie Bretania, w departamencie Ille-et-Vilaine.
Według danych na rok 1990 gminę zamieszkiwało 736 osób, a gęstość zaludnienia wynosiła 116 osób/km² (wśród 1269 gmin Bretanii Saint-Guinoux plasuje się na 699. miejscu pod względem liczby ludności, natomiast pod względem powierzchni na miejscu 973.).